# روبرت ك. يين
روبرت ك. يين (بالإنجليزية: Robert K. Yin) هو عالم اجتماعي أمريكي، ولد في 1941.